# 勿忘草の咲く町で
『勿忘草の咲く町で 〜安曇野診療記〜』（わすれなぐさのさくまちで あずみのしんりょうき）は、夏川草介による連作短編集。『小説 野性時代』（KADOKAWA）2016年から2019年までの各5月号において掲載されたのち、2019年11月28日に刊行された。2022年3月23日に文庫化された。長野県松本市にある病院に勤務する女性看護師と男性研修医が直面する高齢者医療のリアルを描く。

## 制作過程
『小説 野性時代』2020年1月号のインタビューで著者の夏川はこう語っている。

## 収録作品
- プロローグ： 窓辺のサンダーソニア
- 第1話：秋海棠の季節
- 第2話：ダリア・ダイアリー
- 第3話：山茶花の咲く道
- 第4話：カタクリ賛歌
- エピローグ：勿忘草の咲く町で

## 登場人物
月岡美琴
長野県松本市にある梓川病院の看護師。
桂 正太郎
梓川病院の研修医で信濃大学出身。
三島
梓川病院の副院長であり内科医。専門は消化器系。
島崎
梓川病院の看護師であり、救急部師長。新人看護師の指導責任者でもある。
沢野京子
梓川病院の看護師。よく髪色を変えるので師長から注意を受けている。
遠藤
梓川病院の院長。専門は呼吸器内科だが、自他ともに認めるヘビースモーカー。
大滝
梓川病院の看護師で、主任看護師。迅速で的確な対応に病棟の若手看護師からの信頼が厚い。